# Ventúrska

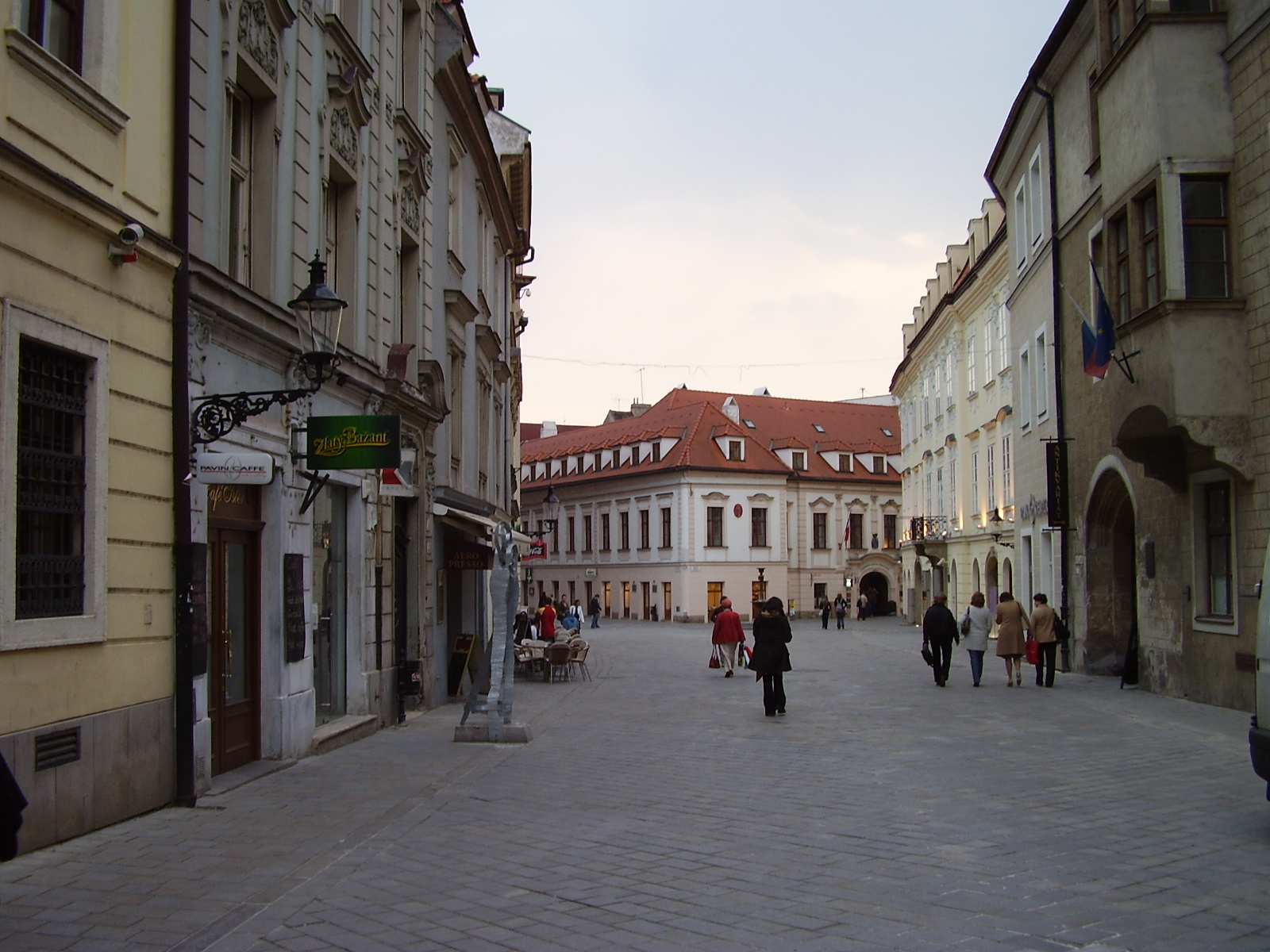
Ulica Ventúrska

Ventúrska (niemiecki: Venturgasse, węgierski: Venture-utca) – ulica w bratysławskiej dzielnicy Stare Miasto, przedłużenie ulicy Michalskej, położona w pobliżu Hviezdoslavovo námestie i Nowego Mostu.
W czasie socjalizmu nazywała się Jiráskova, na cześć czeskiego pisarza Aloisa Jiráska (1851-1930), następnie powrócono do pierwotnej nazwy, a ulica Jiráskova zastąpiła ulicę Mičurinovą w Petržalce. Pierwotna nazwa Ventúrska pochodzi od zamożnej rodziny Bonaventura di Salto, która odegrała ważną rolę w XV wieku.